# Південно-Східний мис
Південий — мис, розташований у крайній південній точці головного острова Тасманія, найпівденнішого штату Австралії. Мис розташований у південному та південно-східному куті Південно- західного національного парку, що є частиною Всесвітньої спадщини дикої природи Тасманії, приблизно в 94 кілометри (58 миль) південний захід від Гобарта в Тасманії та приблизно в 65 кілометрів (40 миль) на схід і трохи південніше південно-західного мису.

## Розташування та особливості

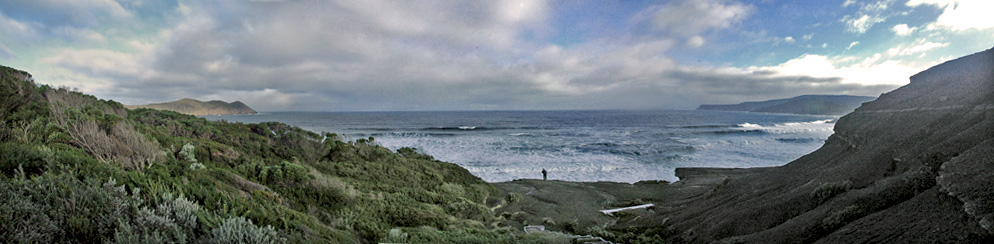
Південно-східний мис від Південно-Капської затоки

Південно-Східний Кейп — найпівденніша точка материка Тасманія, але не штату Тасманія. Острови Маацуйкер і група островів Педра-Бранка, розташовані неподалік від берега, також є частиною штату Тасманія і лежать південніше Південно-Східного мису. Штат Тасманія також включає острів Маккуорі, який налічує близько 1600 жителів км на ПД від Південно-Східного Кейпу.
Південно-Східний мис — один із п'яти найпівденніших мисів, які можуть обігнути моряки Південного океану.
Мис також є точкою відліку для секторів південного узбережжя Тасманії. Поруч з ним проходить великий морський транспорт, багато кораблів і човнів зазнали аварії або сіли на мілину.